# سرطان كماني فورموزي
سرطان كماني فورموزي (الاسم العلمي: Uca formosensis) هو نوع من الحيوانات يتبع جنس السرطان الكماني من فصيلة السرطانات الشبحية.